# سايكو (أغنية بوست مالون)
«سايكو» (بالإنجليزية: Psycho) هي أغنية سجلها الرابر الأمريكي بوست مالون مع الرابر الأمريكي تاي دولا ساين. تم إصدارها من خلال ريبابليك ريكوردز في 23 فبراير 2018 كثالث أغنية منفردة من ألبوم مالون الإستديو الثاني بيربونغز وبنتليز (2018). شارك الفنانين في كتابة الأغنية مع لويس بيل، والذي شارك مالون في إنتاجها. تتحدث كلمات الأغنية عن أسلوب حياة مالون وتستكشف موضوع الشهرة المفرطة وقضايا الثقة. حازت الأغنية علي المركز الثاني في بيلبورد هوت 100 الأمريكية خلف أغنية مشيئة الرب لـدريك، وصعدت للمرتبة الأولي في يونيو 2018.

## الإصدار والترويج
قام مالون أول مرة بالإعلان عن الأغنية يوم 4 يناير 2017 عن طريق نشره لفيديو يعزف فيه الأغنية في إستوديو، وبعد مرور أكثر من عام في 21 فبراير 2018 نشر مقطعا من الأغنية علي تويتر طوله 30 ثانية، والذي يبرز شعره. الغلاف المرافق للأغنية يضم ذئبا وجرافة بها عبارة «شركة بوستي.» مكتوب عليها. عند صدور الأغنية شُرع بيع بعض السلع، منها ثلاثة قمصان مختلفة طويلة الأكمام.

## التركيب
وفقا لمجلتي بيلبورد، و(بالإنجليزية: Spin) للأغنية إيقاع تراب بطيء كما أنها تشبه أغنية بوست لعام 2015 أيفرسون أبيض من ناحية اللحن.

## الفيديو الموسيقي
صُدر الفيديو الموسيقي الرسمي لأغنية سايكو في 22 مارس 2018 علي قناة الـيوتيوب لـفيفو لـبوست مالون، وقام بإخراجه جيمس دفينا. يظهر في الفيديو «مالون» وهو يقود ناقلة جنود مدرعة من طراز سبارطان إف في-103، ويحارب ذئبا باستعمال قاذفة لهب، كما يظهر مالون وساين وسط حطام مركبة جوية محطمة.

## الأعضاء المساهمون
الأعضاء المساهمون وفقا لموقع تيدال
- بوست مالون – إنتاج، برمجة، غناء
- تاي دولا ساين – غناء
- لويس بيل – إنتاج، برمجة، هندسة التسجيل، إنتاج صوتي
- ماني ماروكوين – ميكساج

## اللوائح

### اللوائح الأسبوعية
| اللائحة (2018)                                                | أعلي ترتيب |
| ------------------------------------------------------------- | ---------- |
| أستراليا (أريا)                                               | 1          |
| النمسا (أو3 النمسا توب 40)                                    | 5          |
| بلجيكا (أولتراتوب 50 فلاندرز)                                 | 15         |
| بلجيكا (أولتراتيب والونيا)                                    | 1          |
| كندا (كاناديان هوت 100)                                       | 1          |
| التشيك (الاتحاد الدولي للصناعة الفونوغرافية)                  | 4          |
| الدانمارك (تراكليسن)                                          | 2          |
| السلفادور (مونيتور لاتينو)                                    | 14         |
| فنلندا (تسجيلات فنلندا الرئيسية)                              | 4          |
| فرنسا (الإتحاد الوطني للنشر الفونوغرافي)                      | 102        |
| ألمانيا (جي إف كاي إنترتاينمنت تشارتس)                        | 6          |
| اليونان (الاتحاد الدولي للصناعة الفونوغرافية باليونان)        | 4          |
| المجر (سينغل توب 40)                                          | 27         |
| المجر (سينغل ستريم 40)                                        | 2          |
| أيرلندا (ترتيب أغاني أيرلندا)                                 | 2          |
| إيطاليا (اتحاد صناعة الموسيقى الإيطالية)                      | 18         |
| ماليزيا (المنظمة الماليزية للصناعة التسجيلية)                 | 6          |
| هولندا (دوتش توب 40)                                          | 18         |
| هولندا (سينغل توب 100)                                        | 8          |
| نيوزيلندا (ريكورديد ميوزك إن زيت)                             | 2          |
| النرويج (في جي ليستا)                                         | 2          |
| البرتغال (المنظمة الفونوغرافية البرتغالية)                    | 3          |
| إسكتلندا (شركة اللوائح الرسمية)                               | 23         |
| سنغافورة (رياس)                                               | 19         |
| سلوفاكيا (سينغل ديجيتال توب 100)                              | 1          |
| إسبانيا (برودوكوتوريس دي ميوزيكا دي إسبانيا)                  | 62         |
| السويد (سويرجتوبليستان)                                       | 1          |
| سويسرا (هيت باراد سويسرا)                                     | 11         |
| تصنيف المملكة المتحدة للأغاني المنفردة (شركة اللوائح الرسمية) | 4          |
| بيلبورد هوت 100 الأمريكية                                     | 1          |
| البالغون توب 40 الأمريكية (بيلبورد)                           | 36         |
| هوت آر & بي/هيب هوب سونغز الأمريكية (بيلبورد)                 | 1          |
| مينستريم توب 40 الأمريكية (بيلبورد)                           | 1          |
| ريذميك الأمريكية (بيلبورد)                                    | 1          |

### لوائح نهاية السنة
| اللائحة (2018)                                                | الترتيب |
| ------------------------------------------------------------- | ------- |
| أستراليا (أريا)                                               | 7       |
| النمسا (أو3 النمسا توب 40)                                    | 57      |
| بلجيكا (أولتراتوب فلاندرز)                                    | 70      |
| كندا (كاناديان هوت 100)                                       | 8       |
| الدانمارك (تراكليسن)                                          | 17      |
| إستونيا (الاتحاد الدولي للصناعة الفونوغرافية)                 | 11      |
| ألمانيا (اللائحة الألمانية الرسمية)                           | 74      |
| أيرلندا (ترتيب أغاني أيرلندا)                                 | 24      |
| إيطاليا (اتحاد صناعة الموسيقى الإيطالية)                      | 91      |
| هولندا (سينغل توب 100)                                        | 70      |
| نيوزلندا (ريكورديد ميوزك إن زيت)                              | 4       |
| كوريا الجنوبية (غاون)                                         | 100     |
| السويد (سويرجتوبليستان)                                       | 14      |
| سويسرا (هيت باراد سويسرا)                                     | 89      |
| تصنيف المملكة المتحدة للأغاني المنفردة (شركة اللوائح الرسمية) | 22      |
| بيلبورد هوت 100 الأمريكية                                     | 6       |
| مينستريم توب 40 الأمريكية (بيلبورد)                           | 12      |

## الشهادات
| المنطقة                                            | الشهادة   | المبيعات |
| -------------------------------------------------- | --------- | -------- |
| أستراليا (أريا)                                    | 2× بلاتين | 140000   |
| بلجيكا (المنظمة البلجيكية للترفيه)                 | ذهب       | 15000    |
| كندا (ميوزيك كندا)                                 | 3× بلاتين | 240000   |
| إيطاليا (اتحاد صناعة الموسيقى الإيطالية)           | ذهب       | 25000    |
| المكسيك (أمبروفون)                                 | ذهب       | 30000    |
| نيوزلندا (ريكورديد ميوزك إن زيت)                   | بلاتين    | 30000    |
| البرتغال (المنظمة البرتغالية الفونوغرافية)         | ذهب       | 5000     |
| المملكة المتحدة (بي بي آي)                         | بلاتين    | 600000   |
| الولايات المتحدة (رابطة صناعة التسجيلات الأمريكية) | 3× بلاتين | 3000000  |

## تاريخ الإصدار
| المنطقة          | التاريخ        | الصيغة             | شركة الإنتاج | المرجع |
| ---------------- | -------------- | ------------------ | ------------ | ------ |
| متعددة           | 23 فبراير 2018 | تحميل رقمي، وبث    | ريبابليك     | [ 19 ] |
| الولايات المتحدة | 27 فبراير 2018 | راديو ريذميك معاصر | ريبابليك     | [ 37 ] |